# Драньчінков Віталій Миколайович
Віта́лій Микола́йович Драньчінков (нар. 23 січня 1969 — 22 травня 2016) — старшина Збройних сил України, учасник російсько-української війни.

## Життєпис
Народився 1969 року в селі Федорівка (Каховський район Херсонської області). Від 1974 року з родиною мешкав у селі Нижні Торгаї Нижньосірогозького району. Закінчив 1984 року 8 класів нижньоторгаївської ЗОШ, згодом — Каховський радгосп-технікум. Протягом 1988—1990 років проходив строкову військову службу, 1990-го у званні старшини звільнився в запас. В 1990-х роках мешкав у місті Мурманськ, працював бригадиром у риболовецькому колгоспі «Ударник», по тому — на Мурманському домобудівельному комбінаті. 1997 року повернувся в Україну, мешкав у смт Нижні Сірогози.
11 червня 2015 року мобілізований; старшина, снайпер 2-го відділення 1-го мотопіхотного взводу 4-ї мотопіхотної роти, 39-й окремий мотопіхотний батальйон.
У ніч на 22 травня 2016 року загинув від чисельних осколкових поранень під час артилерійського обстрілу терористами Авдіївки.
Похований в Нижніх Сірогозах.
Без Віталія лишилася мама.

## Нагороди та вшанування
- указом Президента України № 306/2016 від 20 липня 2016 року «за особисту мужність і високий професіоналізм, виявлені у захисті державного суверенітету та територіальної цілісності України, вірність військовій присязі» — нагороджений орденом «За мужність» III ступеня (посмертно)[1]
- На фасаді ЗОШ Нижніх Торгаїв відкрито меморіальну дошку, присвячену пам'яті Віталія Драньчінкова.